# Condado de Sharp
O Condado de Sharp é um dos 75 condados do estado americano do Arkansas. Sua sede de condado é Ash Flat.
O condado possui uma área de 1 769 km² (dos quais 5 km² estão cobertos por água), uma população de 17 119 habitantes, e uma densidade populacional de 11 hab/km² (segundo o censo nacional de 2000).
O condado foi fundado em 16 de novembro de 1833.